# Hanna Fuchs (Schriftstellerin)
Hanna „Hansi“ Fuchs (geboren als Hanna Foks 11. März 1907 in Mährisch-Ostrau, Österreich-Ungarn; gestorben 27. Mai 1991 in Melbourne) war eine tschechoslowakisch-australische Schriftstellerin.   

## Leben
Hanna Foks war die Tochter von Hermann Foks und Olga Foks. Sie wuchs in einer jüdischen Familie auf und hatte zwei Geschwister. Ihre Schwester konnte 1939 nach Australien fliehen. Ihre Mutter wurde Opfer des Holocaust. Foks wurde zu Hause erzogen, besuchte dann eine Musikakademie in Prag und machte ein Examen als Musiklehrerin. Ab 1930 lebte sie in Berlin und hielt sich unter Schriftstellern und Künstlern auf. Sie schrieb Beiträge fürs Kabarett. Nach der Machtübergabe an die Nationalsozialisten 1933 ging sie mit ihrem tschechoslowakischen Pass nach Paris. Dort studierte Fuchs an der Sorbonne Literatur. Sie wurde mit Lucien Goldmann bekannt. 1938 veröffentlichte sie einen Lyrikband in der deutschen Pariser Emigrantenpresse.
Nach der deutschen Besetzung Frankreichs 1940 floh sie ins unbesetzte Vichy-Frankreich. Zusammen mit dem aus Wien stammenden Ingenieur Richard Leuf (Löw) gelang ihr 1941/42 die Flucht in die Schweiz, wo sie im Lager Riedhof in Aeugst am Albis interniert wurden. Sie wirkte am künstlerischen Lagerleben mit. Mit Leuf hatte sie den 1943 geborenen Sohn Jack Guido Foks. Sie schrieb für die Zeitschrift Aufbau und veröffentlichte nach Kriegsende ein Kinderbuch. Im Jahr 1950 emigrierte sie mit ihrem Sohn nach Australien und arbeitete dort als Büroangestellte und Klavierlehrerin. Sie schrieb gelegentliche Zeitungsbeiträge und verfasste ein weiteres Kinderbuch, das aber nicht in Druck ging.

## Werke

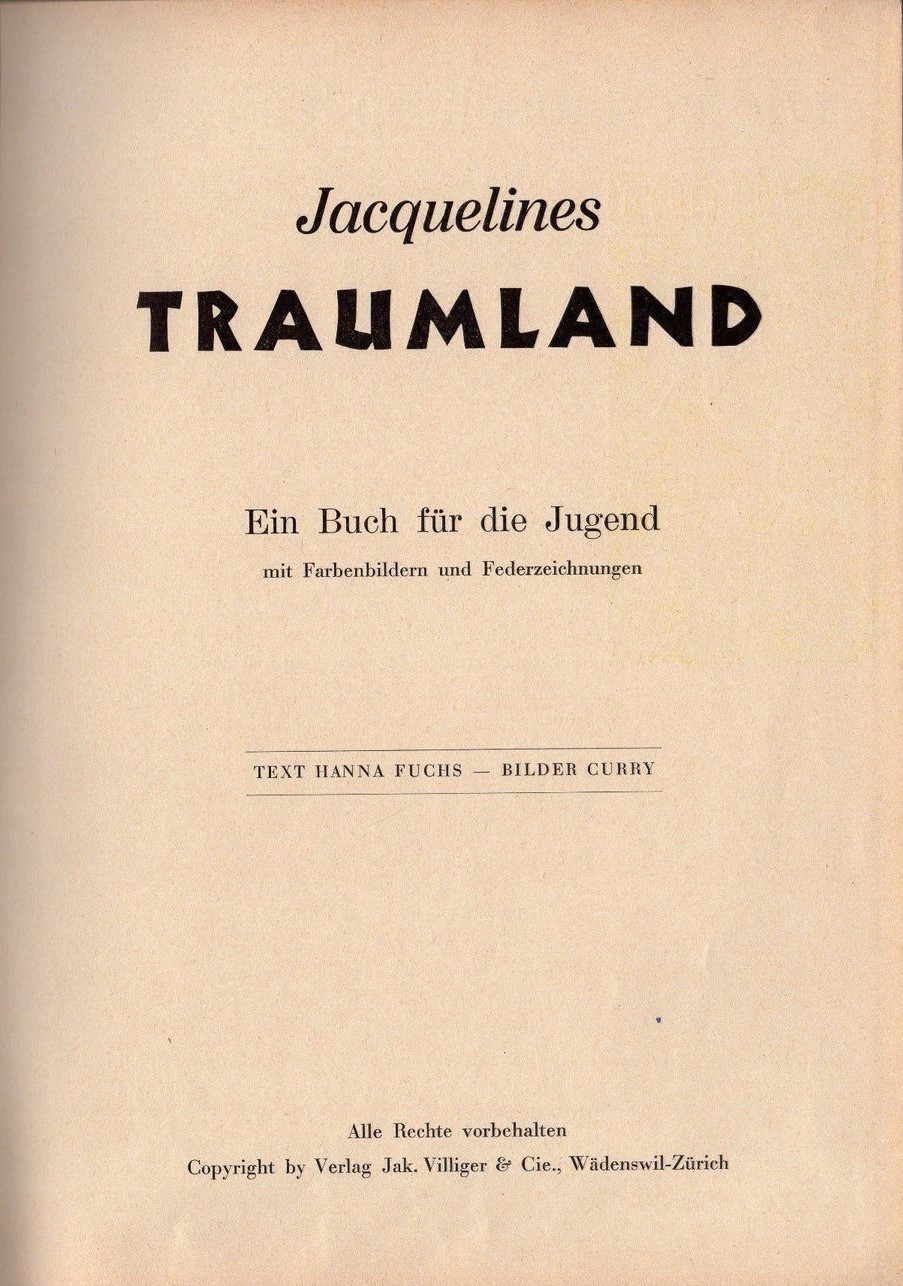
Jacquelines Traumland (1946)

- Hansi Fuchs: Chimären: Gedichte. Umschlagzeichnung von Marianne Heymann. Rhenus, Paris 1938 (1950).
- Hanna Fuchs: Jacquelines Traumland: ein Buch für die Jugend. Mit Farbenbildern und Federzeichnungen von Curry. Jacob Villiger, Zürich 1946.